# Leeds, Kent

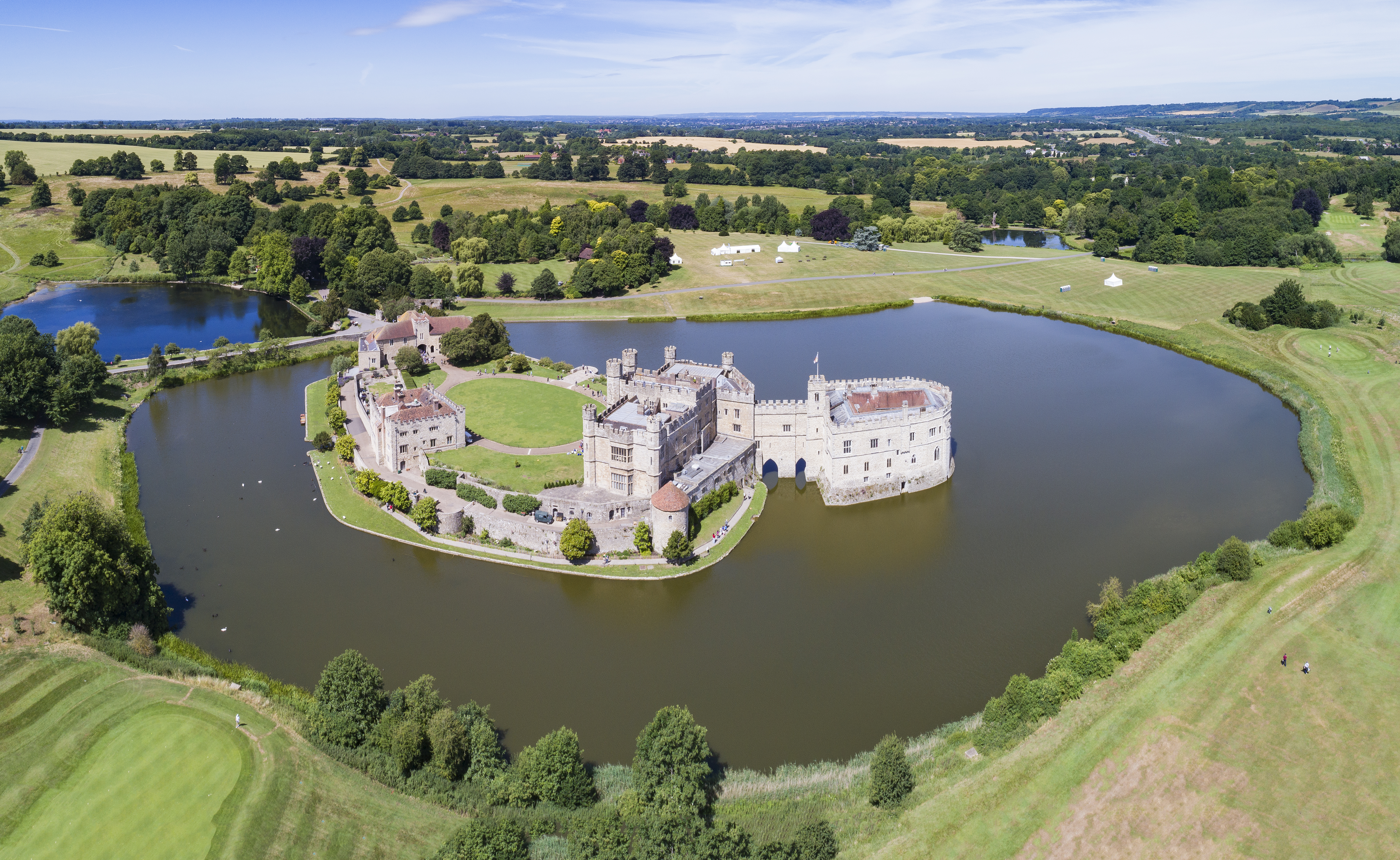
Vy över Leeds Castle år 2017.

Leeds är en ort och civil parish i grevskapet Kent i sydöstra England. Orten ligger i distriktet Maidstone, cirka 7 kilometer sydost om Maidstone. Civil parishen hade 818 invånare vid folkräkningen år 2021. Leeds nämndes i Domedagsboken (Domesday Book) år 1086, och kallades då Esledes.
Cirka 1,5 kilometer öster om orten ligger Leeds Castle.